# Rosemary Hardy
Rosemary Helyn Ramsten Hardy, född 19 maj 1949 i Burton-on-Trent, England, är en svensk sångerska.
Hardy är utbildad vid Royal College of Music 1966–1970, vid Liszt-akademien i Budapest 1970–1972 och har sjungit i Deller Consort 1975–1980, vid Kent Opera 1976–1978, Glyndebourne 1983–1985, samt en omfattande konsertverksamhet i Sverige.
Rosemary Hardy invaldes som ledamot 938 av Kungliga Musikaliska Akademien 1999.
Rosemary Hardy gifte sig 1984 med sångaren Hugo Ramsten.